# Film noir

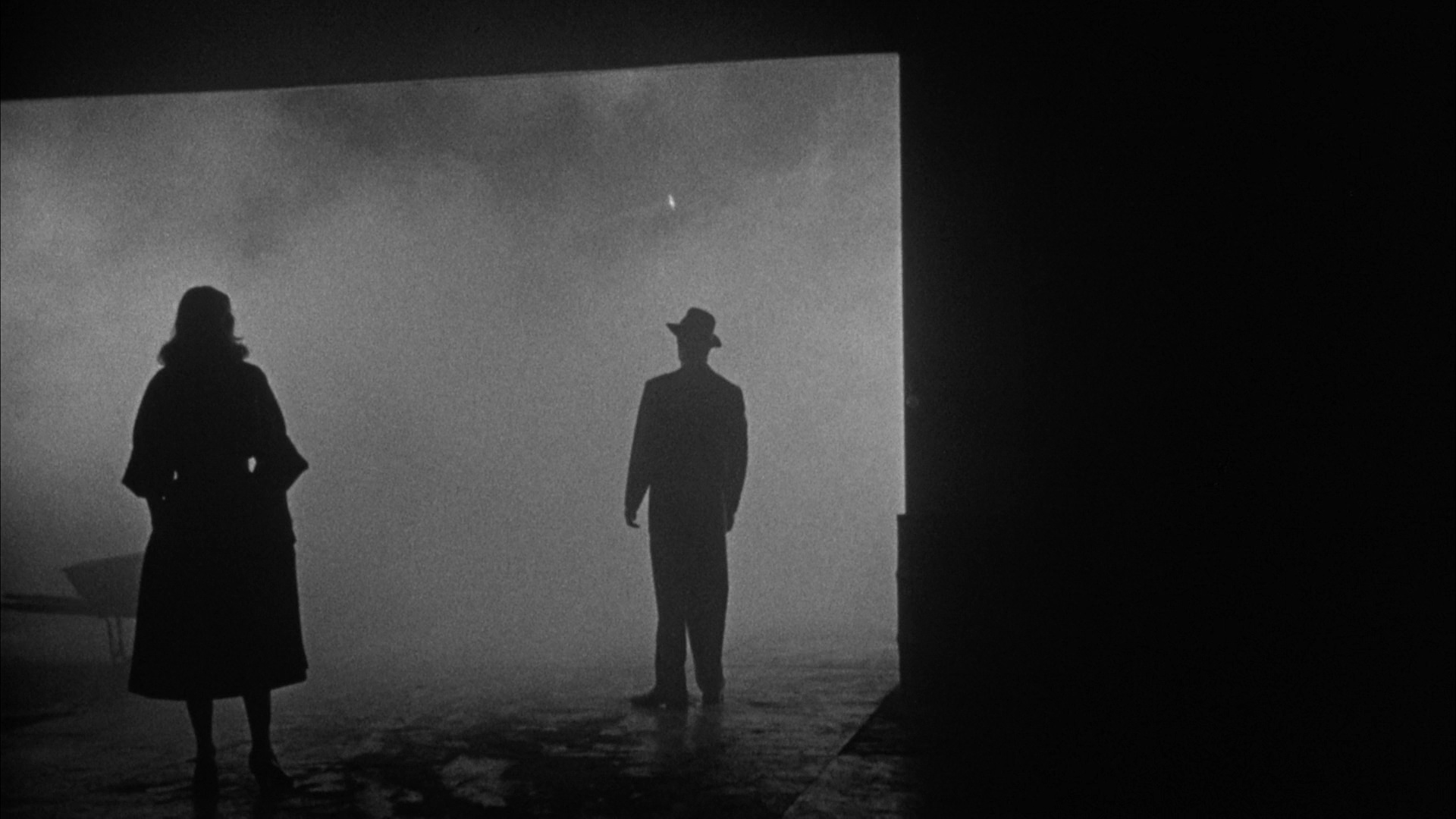
Fotogramma del trailer di La polizia bussa alla porta, tipico esempio di film noir

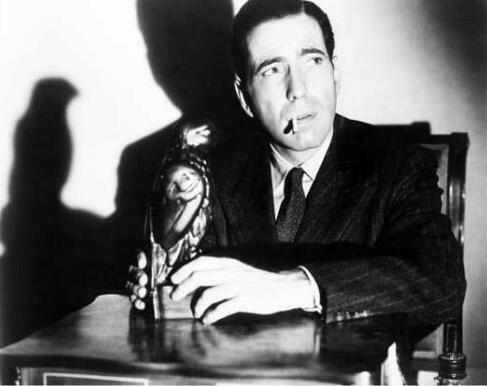
Humphrey Bogart nel film Il mistero del falco. Bogart fu uno degli attori archetipo dei film noir

Il film noir è stato variamente definito "una tendenza dell'immaginario", un genere o uno stile cinematografico. La critica è tendenzialmente concorde nel collocarlo nel periodo che va dalla seconda guerra mondiale alla fine degli anni Cinquanta, ovvero tra il 1940 (Il mistero del falco, John Huston) e il 1958 (L'infernale Quinlan, Orson Welles). Si tratta di una forma cinematografica che si è affermata a Hollywood sotto l'influsso del romanzo hard boiled, fiorito negli Stati Uniti a partire dagli anni Venti del Novecento. Oltre al tema dell'inchiesta poliziesca e all'ambientazione tipicamente cittadina, il film noir prevede un'illuminazione ricca di chiaroscuri, dove il contrasto tra luci e ombre rappresenta simbolicamente il conflitto tra bene e male. Inizialmente utilizzato per riferirsi esclusivamente a prodotti del cinema americano, il termine "noir" è stato in seguito adottato per definire nuovi approcci al poliziesco che appaiono, sotto il nome di neo-noir o post-noir, a partire dagli anni Sessanta, sia nel cinema che nella letteratura, oltre che in altri media come il fumetto e la televisione. Oggi il fenomeno della "noirizzazione" è una tendenza culturale riconoscibile a livello globale.

## Nascita del termine
L'invenzione del termine risale alla metà degli anni Cinquanta. Furono i critici cinematografici francesi i primi a utilizzare il termine per identificare le caratteristiche di una serie di film prodotti a Hollywood durante la guerra e distribuiti in Francia a partire dal 1946. Dopo Nino Frank e Jean Chartier, il concetto di film noir fu suggestivamente elaborato e popolarizzato nel 1955 da Raymonde Borde e Étienne Chaumeton nel loro volume Panorama du film noir américain 1941-1953. Il film noir ha suscitato numerose letture e interpretazioni critiche.

## Le trame e i personaggi del film noir
Borde e Chaumeton nel loro libro Panorama du Film Noir américain 1941-1953 danno cinque parole chiave per definire il film noir:
- Onirico
- Strano
- Erotico
- Contraddittorio
- Crudele

Il delitto, in genere un omicidio, è il motore dell'azione narrativa di quasi tutti i film noir. Tra i moventi principali, oltre all'avidità, vi sono spesso anche la gelosia e l'invidia. L'indagine di un investigatore privato, un poliziotto o un detective dilettante è il tipo di intreccio prevalente, ma ne esistono anche altri, come per esempio trame che ruotano intorno a rapine, truffe o adulteri. Altri elementi narrativi tipici sono accuse fraudolente, tradimenti e doppi giochi.
I personaggi principali sono  il detective privato e la femme fatale.
Il detective privato è in genere caratterizzato come un uomo di mezza età e non particolarmente avvenente, che si ritrova trascinato in situazioni pericolose dalla protagonista femminile, mosso non tanto da un interesse per la giustizia o da cupidigia ma da una sorta di morbosa curiosità. Humphrey Bogart ne è il modello. Questo personaggio si "contrappone al canone di scuola inglese, l'investigatore di ferrea logica alla Conan Doyle".
La femme fatale, figura anche nota nella tradizione critica italiana come dark lady, è rappresentata come un personaggio frustrato, colpevole, indifferente e vittima delle sue stesse astuzie.  È una donna misteriosa, conturbante e manipolatrice che usa i suoi poteri incantatori per sedurre il protagonista e condurlo in trappole mortali o in situazioni compromettenti.

## Lo stile visivo del film noir
Alcuni commentatori, come ad esempio Paul Schrader, individuano l’elemento distintivo del noir classico nel suo particolare stile visivo. Altri critici, invece, mettono in evidenza come esista una notevole varietà stilistica nella storia del noir, ponendo piuttosto l'attenzione sugli elementi narrativi e il tipo di atmosfera che accomuna i film di questo genere. Se una lista definitiva delle caratteristiche dello stile del noir classico e ancora più del neo-noir è quindi forse impossibile, esiste tuttavia un certo consenso circa la possibilità di identificare alcuni stilemi ricorrenti:
- Le immagini sono spesso fortemente stilizzate o distorte grazie all'uso di angolazioni particolari e lenti grandangolari, o per la scelta di inquadrare i personaggi dal basso o dall'alto, enfatizzando in questo modo l'atmosfera allucinata e pessimistica delle storie raccontate.
- La fotografia fa costante ricorso al chiaroscuro, ottenuto attraverso un'illuminazione in chiave bassa (influenzata dal cinema espressionista tedesco) che sottolinea  i contrasti fra luci e ombre. Un'illuminazione laterale della scena è inoltre spesso combinata con inquadrature dal basso, producendo un effetto innaturale ed inquietante che contribuisce a dare espressione allo stato mentale alterato dei protagonisti. Un tipico elemento dell'iconografia del noir è la presenza ricorrente delle ombre delle tende veneziane o delle balaustre gettate su un attore, un muro o l’intero set.
- Nell'immaginario popolare (e, abbastanza spesso, anche critico) nel noir è sempre notte e piove sempre[14]. Come nota lo studioso B. K. Grant, infatti, “l'iconografia del film noir include pozzanghere, acqua piovana, specchi, finestre e luci al neon lampeggianti, che riflettono l'oscurità delle anime nella giungla di asfalto"[15].
- La metropoli moderna costituisce lo spazio naturale e l'iconografia ideale per le vicende del noir. Il climax di un numero considerevole di film noir neo-noir si svolge in ambienti visivamente complessi, spesso (post-) industriali, come raffinerie, fabbriche, cantieri ferroviari e centrali elettriche. Secondo Paul Schrader, la fotografia on location di molti noir sembrerebbe antitetica alla stilizzazione tipica del genere; tuttavia, come afferma B. K. Grant, "i migliori tecnici noir hanno semplicemente trasformato il mondo in un palcoscenico, dirigendo l'illuminazione innaturale ed espressionistica su ambienti realistici"[15]. Anche per questi motivi, l’ambientazione del noir è stato spesso interpretata attraverso le categorie della malinconia e del perturbante freudiano[16].
- A dimostrare la molteplicità di stili utilizzati nei film noir, il critico D.K. Holm ha sottolineato come nel cinema contemporaneo si stia facendo spazio una tendenza quasi opposta, che definisce chiama "film soleil"[17]. Questo filone si caratterizza secondo Holm per le sue  storie di inganno, seduzione e corruzione ambientate, al contrario che nel film noir classico, in spazi soleggiati come il deserto o il mare aperto.

## Il noir come erede dell'Espressionismo tedesco
L'aggettivo noir (nero) fa riferimento alla cupezza di queste pellicole, sia per quel che riguarda il loro contenuto, sia per gli aspetti di carattere prettamente formale (forte uso del chiaroscuro, inquadrature distorte) che rimandano al cinema espressionista tedesco di Fritz Lang e di Friedrich Wilhelm Murnau. L'aspetto figurativo tipico del cinema espressionista è rintracciabile nel noir americano anche per un'altra ragione: con l'avvento del Nazismo in Germania, molti autori del cinema tedesco emigrarono negli USA, trasferendo a Hollywood la cultura visiva del cinema tedesco. Per i contenuti invece il genere attinse a piene mani alle opere letterarie hard boiled del già citato Hammett, di Raymond Chandler, di Cornell Woolrich, di James M. Cain, di Mickey Spillane, solo per citare gli autori più noti.
Il film che rappresenta il punto di incontro tra il cinema espressionista tedesco ed il cinema noir è Lo sconosciuto del terzo piano, di Boris Ingster, del 1940, con Peter Lorre. Ulteriore dimostrazione viene dal fatto che un altro regista di film espressionisti come Destino, Metropolis e Il dottor Mabuse, Fritz Lang, emigrato in America si dedicò quasi solo esclusivamente ai film noir, diventandone uno dei maggiori esponenti. Proprio di Lang potrebbe essere l'altro film, oltre a Lo sconosciuto del terzo piano, a fare da ponte stilistico e tematico tra un Espressionismo classico e uno moderno in chiave noir, come  M – Il mostro di Düsseldorf.

## Il noir classico

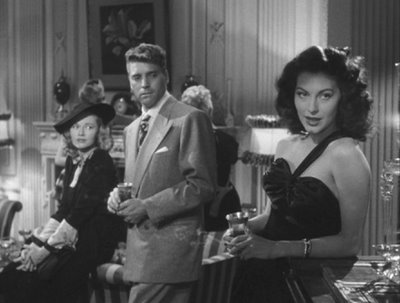
I gangsters (1946): Burt Lancaster e la femme fatale Ava Gardner

Negli Stati Uniti rientrano nel genere del film noir circa 300 titoli rigorosamente classificati dal 1940 al 1959, nel pieno cinema narrativo classico.
Molti riconducono la nascita del genere cinematografico al film Lo sconosciuto del terzo piano (1940), ma il periodo d'oro va dal 1941 - anno de Il mistero del falco (The Maltese Falcon) tratto dal romanzo Il falcone maltese di Dashiell Hammett - al 1958, con L'infernale Quinlan di Orson Welles. Questi film erano considerati dalla critica d'oltreoceano produzioni di scarso valore anche nei casi in cui ottennero la nomination agli Oscar, come accadde, oltre che al già citato Il mistero del falco, a Vertigine (Laura) e a La fiamma del peccato (Double Indemnity), entrambi del 1944.
Robert Siodmak, autore di La scala a chiocciola,  Lo specchio scuro, The Killers e altri film, ne esalta atmosfere e illuminazioni giocando con la splendida fotografia ossessiva, opprimente e dalle lunghe ombre firmata da Nicholas Musuraca, Elwood Bredell o Milton R. Krasner.
Grazie a Siodmak, autore di alcuni tra i migliori noir degli anni quaranta e cinquanta, si può parlare di una vera e propria rinascita espressionista.

## Dopo gli anni cinquanta
A partire dagli anni cinquanta, lo stile e le tematiche del noir cinematografico hanno influenzato anche numerose serie televisive di genere poliziesco.
Negli anni sessanta, periodo della cosiddetta New Hollywood, il noir americano è stato rivisitato da importanti cineasti: da Robert Altman (Il lungo addio, 1973, ispirato al più celebre dei romanzi di Chandler), da Roman Polański (Chinatown, 1974), da Arthur Penn (Bersaglio di notte, 1975), via via fino a versioni che abbandonano lo schema classico, in cui tutto ruota attorno alla figura del private-eye e/o a quella della femme fatale: per cui, si possono definire "noir" anche film quali La conversazione (1975) di Francis Ford Coppola o Taxi Driver (1976) di Martin Scorsese, i quali comunque mantengono intatti situazioni, atmosfere, stati d'animo (e non di meno una sottesa critica sociale) tipici del genere.
Negli anni ottanta e novanta il noir è tornato come tech noir, mischiandosi ad altri generi come nel fantascientifico Blade Runner di Ridley Scott. Esempi di noir moderni sono L.A. Confidential del 1997 con Russell Crowe, Guy Pearce, Kevin Spacey e Kim Basinger, e Sin City del 2005 e il suo seguito Sin City 2 del 2014.
Dal 1991 si tiene in Italia uno dei maggiori eventi mondiali dedicati al genere, il "Noir in Festival" di Courmayeur.